# 高尔吉亚篇
《高爾吉亞篇》為柏拉圖離開雅典前所寫的最後一篇對話錄。高爾吉亞與蘇格拉底在篇中爭辯有關智士與哲學家的問題。智士學派秉持相對主義，認為雄辯術能夠補足人類知識不足之處，柏拉圖則是提出了一個超越性、完美的知識。為了要接觸到更高的真理，哲學家必須依靠不斷地辯論對話。柏拉圖認為雄辯術，是對話的變形，將創造出錯誤的信仰並傷害自身的靈魂。